# Libro di Ether
Il libro di Ether è il quattordicesimo libro del Libro di Mormon. Organizzato in 15 capitoli, è un riassunto parziale di Moroni, figlio di Mormon, delle 24 tavole dei Giarediti, che furono rinvenute ai tempi del re Limhi, come raccontato nel libro di Mosia. Il resoconto originale fu redatto da Ether, di cui viene data la genealogia.

## Narrazione
Il libro narra la storia dei Giarediti, guidati da Jared e dal fratello, la cui lingua non venne confusa alla torre di Babele e che per ordine del Signore si spostarono nel continente americano.